# Retroammiraglio

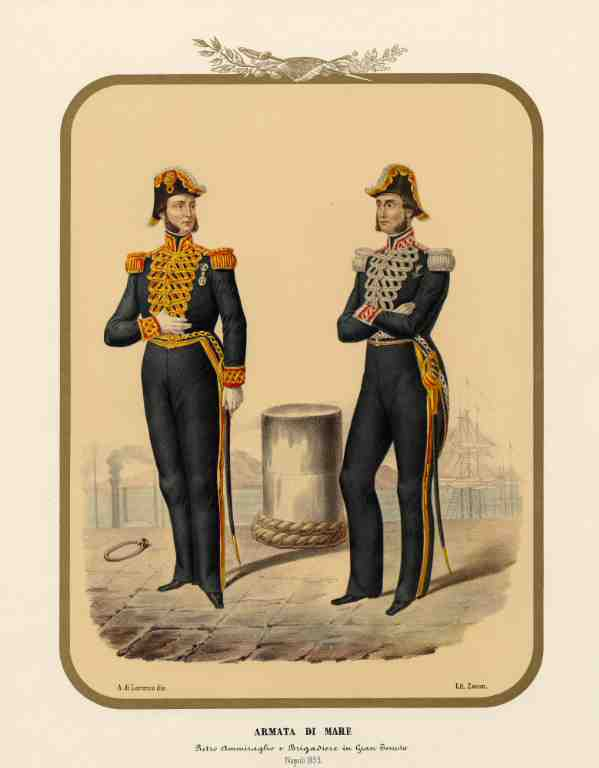
Da sx a dx: un retroammiraglio e un brigadiere della Real Marina del Regno delle Due Sicilie in gran tenuta. Napoli, 1851.

Retroammiraglio (talvolta scritto anche come retro ammiraglio o retro-ammiraglio) è un grado militare in vigore presso svariate marine militari del mondo. Nella Marina Militare Italiana il grado omologo è quello di contrammiraglio (OF-6) o ammiraglio di divisione (OF-7). Il nome deriva dall'uso originario di assegnare a quest'ufficiale il comando della retroguardia, da cui appunto retroammiraglio, con un ruolo quindi contrapposto a quello dell'ammiraglio, responsabile della condotta dell'azione, e del viceammiraglio, comandante dell'avanguardia.
Con il tempo il titolo di retroammiraglio si è trasformato in quello di contrammiraglio, terminologia adottata generalmente da tutte le marine, mentre nei paesi anglosassoni e del Commonwealth tuttora il grado corrispondente a contrammiraglio è rear admiral, letteralmente "ammiraglio di retroguardia".

## Regno delle Due Sicilie
Nella Real Marina del Regno delle Due Sicilie la bandiera quadra del retroammiraglio veniva issata sulla cima dell'albero di mezzana.

## Paesi Bassi
Il grado omologo nella Regia marina olandese è Scolta di notte (olandese: Schout-bij-nacht) precedentemente detto Achteradmiraal, termine che apparve tra il XV e il XVI secolo e rimasto ancora in uso.

## Regno Unito
Nella scala gerarchica degli ufficiali della Royal Navy il grado di rear-admiral (abbreviato RAdm) è immediatamente superiore a quello di commodoro ed inferiore a quello di viceammiraglio; è un "ammiraglio a due stelle" ed il suo codice NATO è OF-7
. L'origine deriva dalla suddivisione delle squadre da battaglia inglesi all'epoca della vela, con un viceammiraglio in comando della squadra d'avanguardia, un ammiraglio al centro ed un contrammiraglio (appunto rear-admiral) al comando della retroguardia. 
Va però ricordato che il rango di rear admiral è leggermente differente dalla carica onorifica di retro-ammiraglio del Regno Unito (Rear-Admiral of the United Kingdom), alla quale venivano promossi tutti i capitani di vascello che venivano pensionati senza avere avuto un incarico di comando in squadra, che sarcasticamente venivano definiti admiral of the yellow (ammiragli della squadra gialla), per evidenziare che non avevano trovato posto in una delle tre squadre da battaglia esistenti, la rossa, la bianca e la blu. Ognuna di queste squadre era riconoscibile dalla bandiera di combattimento utilizzata, che era appunto del colore della squadra di appartenenza, e in base alla posizione della bandiera su uno dei tre alberi, visto che un ammiraglio normalmente issava la propria insegna su un vascello che per essere tale era per forza dotato di tre alberi, era riconoscibile l'insegna del grado. Attualmente questa insegna è composta dalla Croce di san Giorgio rossa in campo bianco accompagnata da due pallini rossi nei due quarti dal lato dell'asta.

Il grado di RAdm della RN per paramano della divisa invernale
Controspallina di rear admiral
Bandiera di RAdm della RN

## Stati Uniti
Negli Stati Uniti d'America il grado di "retroammiraglio" (rear admiral) è diviso in due: lower half ovvero "metà inferiore", abbreviato RDML, e rear admiral (sic et simpliciter), colloquialmente detto upper half, "metà superiore", abbreviato RADM per via del nome del rango che lo precede. 
Ambedue fanno oggi parte della categoria degli ammiragli, tuttavia nel XIX secolo l'attuale retroammiraglio inferiore (LH), ovvero "ammiraglio ad una stella", veniva chiamato "commodoro" e non era un ufficiale di bandiera ma un capitano con maggiori responsabilità.

### Rear admiral (lower half)
Retroammiraglio metà inferiore (inglese: rear admiral lower half; abbreviato: RDML) è un grado della US Navy, della USCG del PHS e della NOAA.
Nella US Navy fino alla fine del XIX secolo era stato usato il grado di commodoro, gradi che venne ripristinato nel corso della seconda guerra mondiale. 
Abolito nel secondo dopoguerra, il termine continuò e continua ad essere usato nel corso della guerra fredda fino all'inizio degli anni ottanta per i Capitani designati al comando di uno squadrone di più unità navali e tra questi i capitani destinati alla promozione al grado di retroammiraglio sia della U.S. Navy sia della U.S. Coast Guard, i quali indossavano il distintivo di grado di retroammiraglio generando confusione. 
Per queste ragioni venne istituito il grado di Commodore admiral che ebbe vita brevissima, tanto che, istituito all'inizio del 1982, venne abolito all'inizio del 1983 e sostituito con il grado di commodoro, che a sua volta venne abolito nel 1985 e sostituito dal grado di rear admiral lower half che ha come distintivo di grado lo stesso che veniva usato dai Commodore.
Nel Corpo degli ufficiali del servizio sanitario pubblico il Retroammiraglio (metà inferiore) è l'assistente del Surgeon General of the United States.

Stella e controspalline di RDML della US Navy
Stella e controspallinae di RDML della USCG
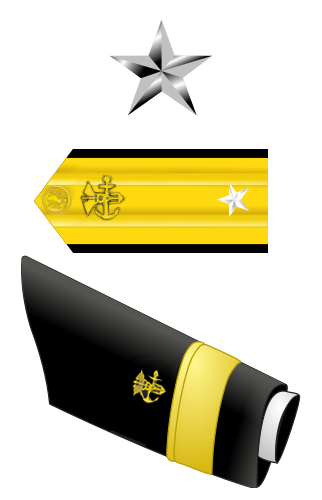
Stella e controspalline di RDML della PHS
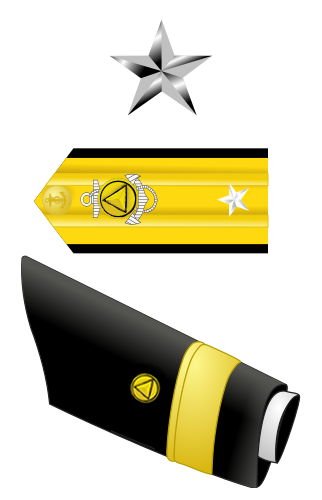
Stella e controspalline di RDML della NOAA

Insegna di RDML della USN
Insegna di RDML della USCG
Insegna di RDML del PHS
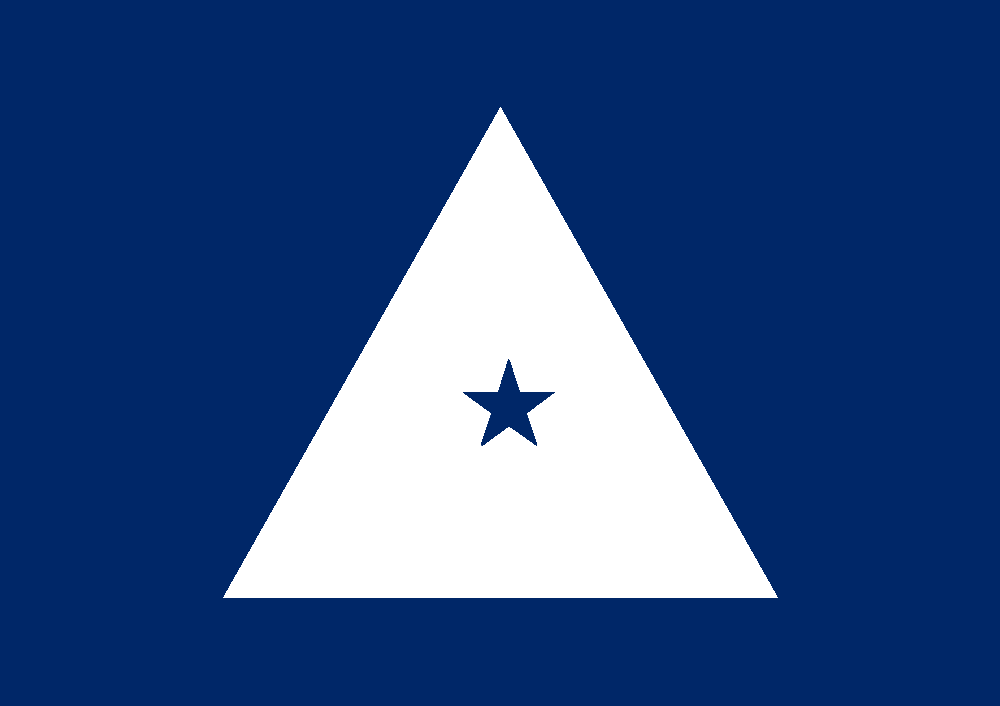
Insegna di RDML della NOAA

### Rear admiral (upper half)
Il retroammiraglio (abbreviato: RADM), a volte indicato anche informalmente come "retroammiraglio (metà superiore)", è un grado della US Navy, della USCG del PHS e della NOAA e, in tempo di pace, è il grado permanente più alto che un ufficiale possa raggiungere, in quanto tutti i gradi più alti sono temporanei e legati al loro comando o al loro ufficio specifico e scadono con la scadenza del loro mandato di comando o ufficio.
Nel Corpo degli ufficiali del servizio sanitario pubblico il Retroammiraglio (metà superiore) è il vice del Surgeon General of the United States, il capo esecutivo del corpo.

Stelle e controspalline di un RADM della US Navy
Stelle e controspalline di un RADM della USCG
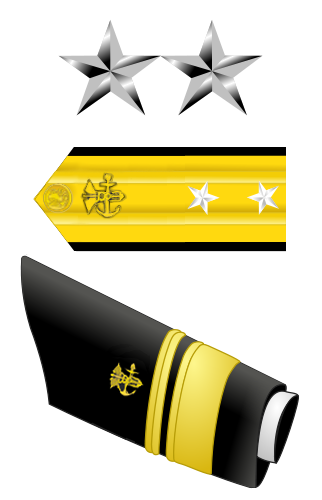
Stelle e controspalline di un RADM della PHS
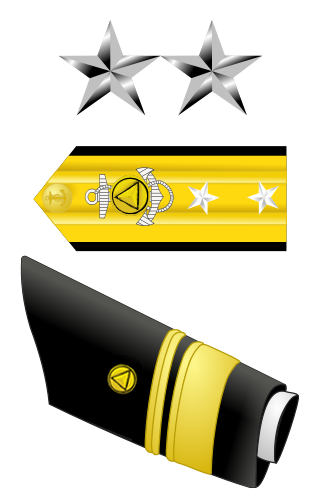
Stelle e controspalline di un RADM della NOAA

Insegna di RADM della USN
Insegna di RADM della USCG
Insegna di RADM del PHS
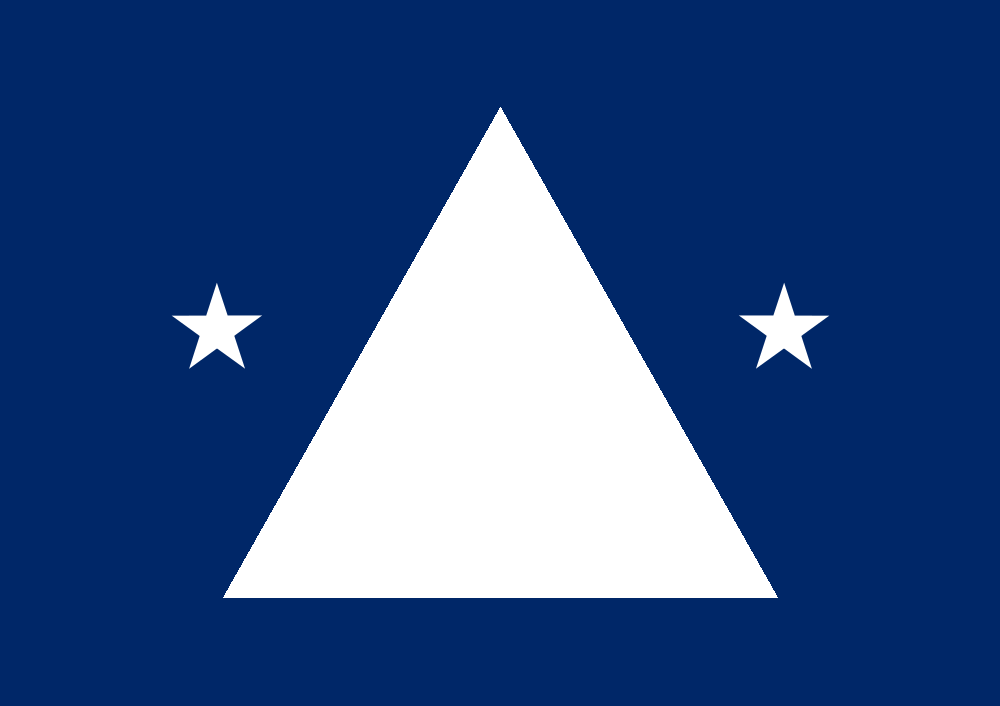
Insegna di RADM della NOAA

### Riferimenti normativi
- Decreto legislativo 15 marzo 2010, n. 66, in materia di "Codice dell'ordinamento militare" aggiornato.
- Decreto del presidente della Repubblica 15 marzo 2010, n. 90, in materia di "Testo unico delle disposizioni regolamentari in materia di ordinamento militare" aggiornato
- https://nso.nato.int/nso/zPublic/ap/PROM/APersP-01%20EDA%20V1%20E.pdf[collegamento interrotto], Bruxelles, https://nso.nato.int/nso/zPublic/stanags/CURRENT/2116EFed07.pdf[collegamento interrotto].

### Testi
- Anonimo, Gran dizionario teorico-militare, Italia, 1847.
- Riccardo Busetto, Il dizionario militare: dizionario enciclopedico del lessico militare, Bologna, Zanichelli, 2004, ISBN 978-88-08-08937-3.